# Colonia Azteca, Teotihuacán
Colonia Azteca är en ort i Mexiko, tillhörande kommunen Teotihuacán i delstaten Mexiko. Colonia Azteca ligger i den centrala delen av landet och tillhör Mexico Citys storstadsområde. Orten hade 190 invånare vid folkmätningen 2010.